# Vase Tita Vendia
Le vase Tita Vendia est un pithos en céramique impasto (récipient à vin) fabriqué vers 620-600 av. J.-C., très probablement à Rome. Le pithos, qui n'existe que sous la forme d'un ensemble incomplet de tessons, porte l'une des deux plus anciennes inscriptions connues en latin (l'inscription de Vendia), et ce témoignage est généralement, mais pas unanimement, interprété comme la première occurrence d'un nom latin féminin bipartite avec praenomen et gentilicium.

## Description
Les tessons du vase ont été trouvés par Raniero Mengarelli et déposés dans la collection du Museo di Villa Giulia. L'emplacement exact de la découverte est inconnu mais elle a probablement eu lieu à Cerveteri (ancienne Caere). Le vase appartient à un type trouvé dans le sud de l'Étrurie. Dans sa forme originale, d'après la collection de tessons trouvés, il devait probablement mesurer environ 35 centimètres de haut et 45 centimètres de large. Les lettres, hautes de 15 à 25 millimètres, avaient été grattées près du bas. Elles ont été inscrites par un artisan droitier, en utilisant la lettre S inversée, et avec les lettres VH au lieu du F normal (VHECET au lieu de fecit ; selon Baccum, cela exclut l'origine falisque du vase). L'inscription se lit comme suit :
ECOVRNATITAVENDIASMAMAR […] EDVHE
La lacune entre MAMAR et EDVHE est large de dix à douze lettres. Seule une partie de celle-ci a été remplie de manière fiable par les interprètes. La partie manquante contenait probablement le nom du deuxième potier ; le premier potier est unanimement identifié comme Mamarcos ou Mamarce. Avec la lacune partiellement comblée, l'inscription se translittère ainsi :
ECŌ VRNĀ TITĀ VENDIĀS MAMAR[COS … M]ĒD VHE[CED]
L'interprétation la plus courante de ce texte est :
Je suis l'urne de Tita Vendia. Mamarcos … m'a fait faire,.
Dans cette interprétation, l'archaïque ECO est utilisé là où l'on s'attendrait au latin normatif ego, puisque le latin n'avait pas encore développé de symbole séparé pour la vélaire sonore /ɡ/ ; le nom personnel VENDIAS utilise une déclinaison génitive archaïque (comme dans pater familiās) qui est omise dans TITA, probablement en raison d'une erreur d'écriture. Il existe également des interprétations alternatives :
- que VRNA se connecte à TITA en tant que VRNA TVTA, c'est-à-dire « toute cette urne »[2].
- que TITA doit être interprété comme un adjectif, signifiant « prospère »[1].
- que VRNA TITA est une tirelire[1],[9].
- que TITA est une tétine qui nourrit le vin Vendia[1].